# Fantasio

Les faiseurs de silence, 1984, của Nic & Cauvin. Fantasio là nhân vật phía bên trái

Fantasio là một nhân vật hư cấu từ bộ truyện tranh Spirou và Fantasio. Cậu được sáng tạo bởi Jijé vào năm 1944, khi đó là đang là tác giả của những cuộc phiêu lưu của Spirou. Fantasio là cậu bạn thân nhất của Spirou và cũng là bạn đồng hành, một nhà báo minh họa với trí tưởng tượng không thể kiểm soát và mái tóc vàng bù xù. Ban đầu, Fantasio cao hơn nhiều so với Sprirou, với cách cư xử rất hề, và kiểu tóc của cậu tương tự như nhân vật Dagwood Bumstead của truyện Blondie. Trong thời kỳ Franquin, cậu và Spirou trở nên giống nhau hơn. Cậu có một người anh họ mắc chứng hoang tưởng xấu xa, Zantafio, người là kẻ địch nhưng lại có hình dáng cơ thể giống như cậu. Để xem danh sách đầy đủ các câu chuyện và tập truyện, xin hãy xem bài Spirou và Fantasio.
Fantasio cũng xuất hiện trong bộ truyện tranh Gaston Lagaffe, ở đó cậu là cấp trên của nhân vật chính, thường cố gắng ký hợp đồng với Monsieur De Mesmaeker. Trái ngược với vai trò của cậu trong Spirou, trong Gaston Fantasio là một nhân vật nghiêm chỉnh, là người thẳng thắn so với sự ngu ngốc của Gaston, nhân vật trở thành Fantasio trong khi Fantasio lại là Spirou. Tuy nhiên, Fantasio rời bỏ tập truyện khi André Franquin không tiếp tục vẽ Spirou và Fantasio sau tập Panade à Champignac (mang theo Gaston và vượn đốm Marsupilami với ông), và được thay thế bằng Léon Prunelle.